# Ptinus mitchelli
Ptinus mitchelli är en skalbaggsart som beskrevs av Fisher 1919. Ptinus mitchelli ingår i släktet Ptinus och familjen Ptinidae. Inga underarter finns listade i Catalogue of Life.